# Ilwa

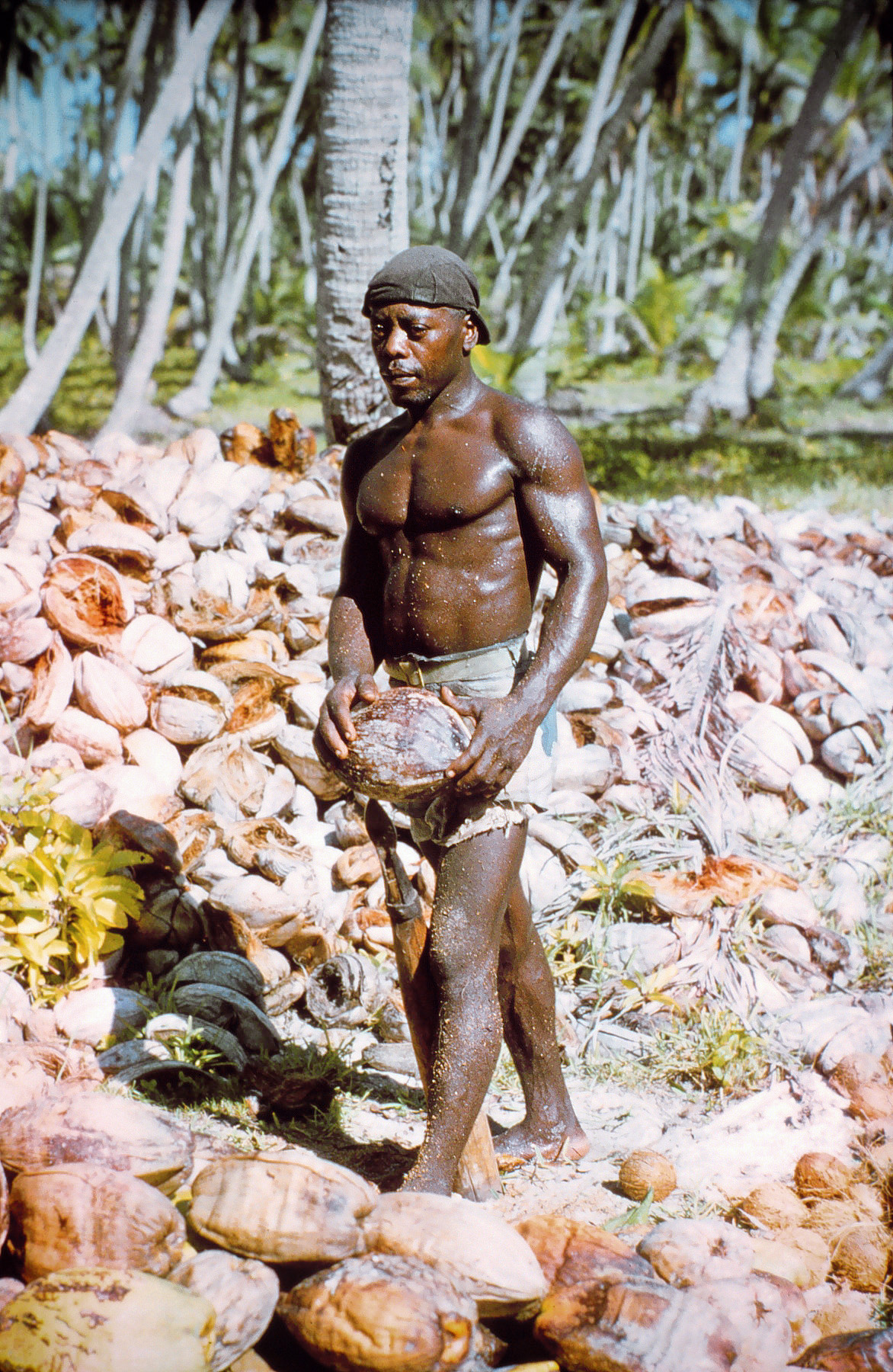
Ilwa-man med kokosnöt, 1971.

Ilwa, îlois eller chagossier (av franskans îlois, 'öbo' respektive Chagosöarna) är den först bosatta folkgruppen på den ursprungligen obebodda ön Diego Garcia i Indiska oceanen. Mellan 1967 och 1973 tvångsförflyttades de till Mauritius och Seychellerna eftersom en amerikansk militärbas efter avtal med brittiska myndigheter upprättades på ön. Från Mauritius och Storbritannien har medlemmar av ilwa organiserat en rad aktioner och demonstrationer för att få kompensation, och de har ställt krav om rätten att flytta tillbaka till Diego Garcia. Efter att frågan under 2000-talet hade gått genom det brittiska rättssystemet, och ilwa hade fått rätt i lägre domstolar 2006 och 2007, dömde House of Lords 2008 att ilwa inte kunde kräva att få flytta tillbaka.
Den 22 juni 2017 bad FN:s generalförsamling (94 röster för, 15 emot och 65 nedlagda röster) Internationella domstolen att avge ett rådgivande yttrande om Förenade kungarikets efterlevnad av relevanta regler. av folkrätten i avkoloniseringsprocessen. Resolutionen frågar också domstolen om de rättsliga konsekvenserna av separationen av Mauritius skärgård 1965 och underhållet av skärgården under brittisk administration. Analysen av omröstningen avslöjar ett stöd från de stora länderna i Syd (Sydafrika, Algeriet, Kuba, Egypten, Indien, Nigeria, Filippinerna, Vietnam, etc.) i Mauritius, medan oppositionen kommer från USA:s nära allierade och Storbritannien (Australien, Israel, Japan, Frankrike etc.). I september 2018 väckte Mauritius ärendet vid Internationella domstolen för att få ett rådgivande yttrande mot de brittiska invändningarna. 2016 förnyade de brittiska myndigheterna i 20 år lånet till ön Diego Garcia i USA.
Den 25 februari 2019 fann Internationella domstolen i ett rådgivande yttrande att Storbritannien "olagligt" skilde Chagos skärgård från Mauritius efter dess oberoende 1968. 
FN:s generalförsamling antog en resolution den 22 maj 2019, som beordrade Storbritannien att återlämna Chagos skärgård till Republiken Mauritius inom sex månader, vilket skulle göra det möjligt för chagossier att återfå sina mark.